# Мачка на усијаном лименом крову (филм)
Мачка на усијаном лименом крову или Мачка на врућем лименом крову (енгл. Cat on a Hot Tin Roof) је филм из 1958. снимљен према истоименој драми Тенесија Вилијамса, а по сценарију Ричарда Брукса и Џејмса Поа. Филм је режирао Ричард Брукс, док главне улоге играју Елизабет Тејлор, Пол Њумен, Берл Ајвс, Џек Карсон, Џудит Андерсон и Мадлен Шервуд.
Филм је био номинован за награду Оскар у категоријама Најбољи главни глумац (Пол Њумен), Најбоља главна глумица (Елизабет Тејлор), Најбоља фотографија, Најбољи режисер и Најбољи адаптирани сценарио.
Тенеси Вилијамс није био задовољан овом адаптацијом и саветовао је људе да не гледају филм . Због прилагођавања моралу тадашњег времена из филма су избачене све алузије на Брикову хомосексуалност и на околности под којима је Скипер извршио самоубиство.

## Улоге
| Глумац          | Улога                        |
| --------------- | ---------------------------- |
| Елизабет Тејлор | Меги „Мачка“                 |
| Пол Њумен       | Брик Полит                   |
| Берл Ајвс       | Харви Полит, „Велики Татица“ |
| Џек Карсон      | Гупер Полит                  |
| Џудит Андерсон  | Ајда Полит, „Велика Мамица“  |
| Мадлен Шервуд   | Меј Флин Полит               |
| Лари Гејтс      | др Бо                        |
| Вон Тејлор      | ђакон Дејвис                 |

## Позориште
Оригинална поставка комада Мачка на усијаном лименом крову, у режији Елаје Казана изведена је на Бродвеју 24. марта 1955. године. Ајвс и Шервуд су играли улоге које су им касније додељене и у филмској верзији, док су Бен Газара и Барбара Бел Гедиз играли улоге Пола Њумена и Елизабет Тејлор.